# Македонска патриотична организация „Братя Миладинови“ (Лос Анджелис)
Македонската патриотична организация „Братя Миладинови“ е секция на Македонската патриотична организация в Лос Анджелис, Калифорния, САЩ. Основана е на 27 януари 1935 година. На учредителното събрание са записани 12 редовни членове, а двама души от Царство България – за спомагателни. Първото настоятелство е в състав Кръсто Дудулов (председател), Мишо Попов (подпредседател), Исай Чудов (секретар), Петър Илиев (касиер) и Христо Христов (съветник). 10 месеца по-късно организацията се разраства и брои 30 активни членове и много симпатизанти. Към 7 януари 1938 година председател е П. Зашев, а секретар Л. Групчев.